# 野蛮

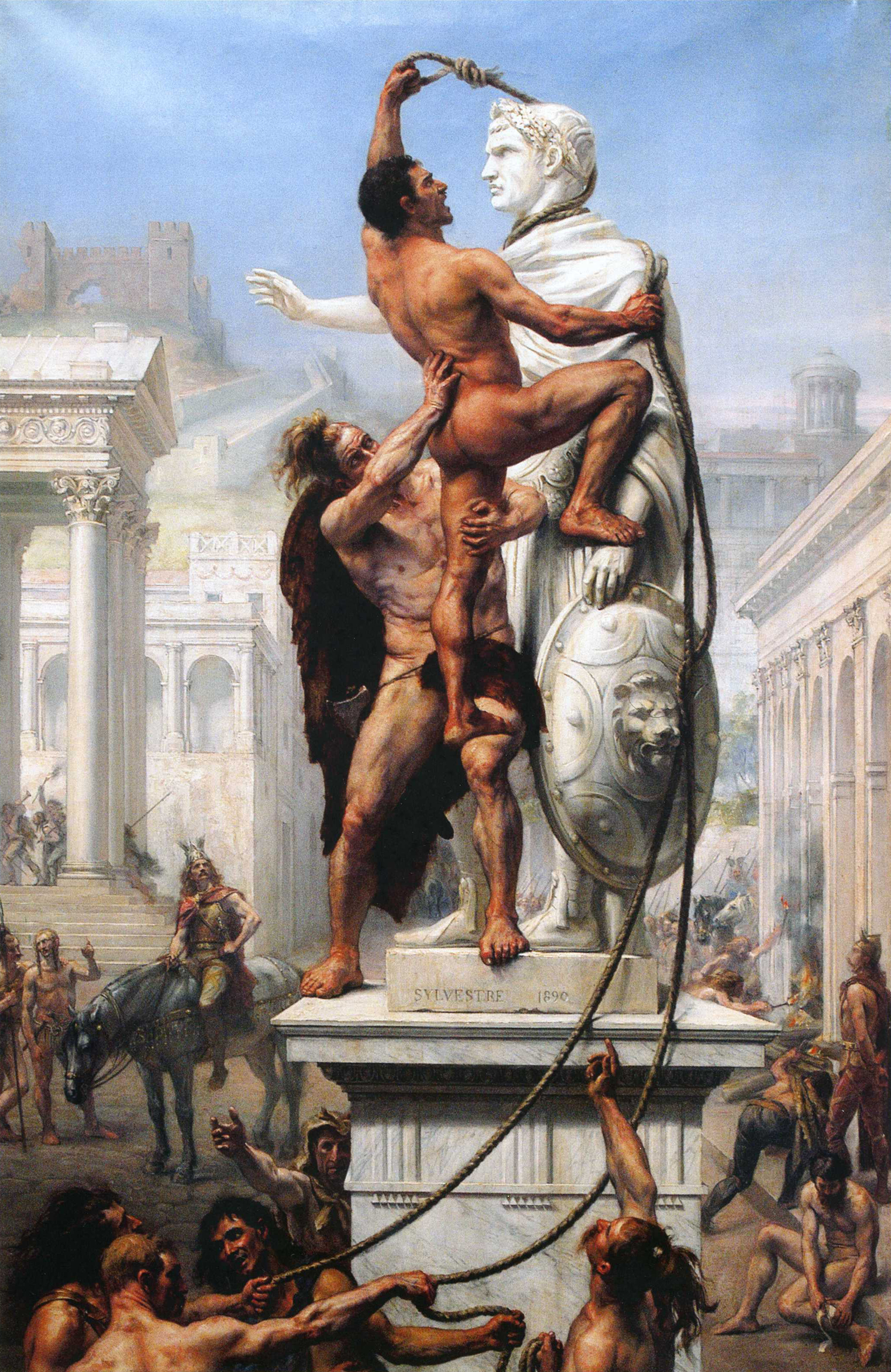
ジョセフ＝ノエル・シルヴェストル画 『ローマ略奪』

野蛮（やばん）とは、文明・文化に対立する概念であり、文化の開けていない状態あるいは乱暴で礼節を知らないことを言う。未開や粗野と同義。しばしば自身を「文明」と称する人々によって相手に付けられるレッテルとして用いられる。野蛮だとされる民族は「蛮族」と呼ばれる。ここでは例として欧州人の蛮族観を説明する。

## 古代古典時代
古代ギリシアでは異国の民をバルバロイ（βάρβαροι, Barbaroi）と呼んだ。歴史以前では必ずしも軽蔑のニュアンスはなかったようだが、ペルシア戦争で異国の侵入と破壊を経験したあたりから、ペルシアへの敵愾心、非ギリシア人への排外の感情とともに、英語のバーバリアン（Barbarian）という語にこめられるような蔑視のニュアンスを含む用法になったようである。
ギリシア人たちは自由なギリシア人に比べ、絶対的な王による専制下のバルバロイには奴隷の品性しかないと考えた。アリストテレスによれば「ギリシア人は捕らわれても自分自身を奴隷と呼ぶことを好まず、またバルバロイだけをそう呼ぼうとする」。古典古代のギリシア人にとって、自分以外に主人を持つものを奴隷とみなし、家の中での家長＝主人と奴隷の関係を律する論理と、主人＝家長である自由人同士との関係を律する論理は異なるものであった。従って、家の論理を拡張したものとしての王＝家長＝主人につかえるオリエントの臣民たちは奴隷に準じるものとして理解されたのであった。古代ローマ人にとっても、領外のガリア人、ゲルマン民族、スラヴ人は蛮族にすぎなかった。ゲルマン民族がローマ領内に移動し、キリスト教による平等主義で教化されたヨーロッパ世界でもこの構図は、形を変えて繰りかえされる。

## 中世以後
大航海時代以後、他の民族と接触する機会が増えても、ヨーロッパ人は新たな他民族についての知識をギリシア・ラテンの古典や聖書の伝統に関連させて解釈した。中世カトリックでは、人間は神と獣の中間に位置し、野蛮とは「堕罪」による教化されていない動物状態への退行と考えられる。
スペインが植民地化した後のアメリカ大陸先住民（インディオ、インディアン）を奴隷として使用する是非をめぐって、ラス・カサスとセプルベダとのバリャドリッド論争で、奴隷使用を容認するセプルペダが論拠としたのはアリストテレスの「バルバロイ＝奴隷」論とともに、インディオの風習に彼がみた〈自然に背く罪〉である。
中世東ローマ帝国ではギリシャ人が中心となったために、古代以来の蛮族の概念が継続された。当時のギリシャ人はローマ帝国の市民として「ローマ人」と称していたが、「ローマ人」以外の諸民族（西欧のカトリック諸国を含む）を「バルバロイ」と呼んでいた。

## 高貴な野蛮人
17・18世紀の、野蛮人を「自然」の代表とする文明批判の例としては、フランソワ・フェヌロンの《テレマックの冒険》やモンテーニュ『エセー』に出てくるアメリカインディアンについての記述がある。『エセー』の第1巻第31章では、理性と芸術に対して自然が称賛され、「野蛮」という概念について考察を加えている。「この国には全くいかなる種類の取引もない…役人という言葉もなければ統治者という言葉もない」という一節が、そのままシェークスピアの『テンペスト』に引用され、ルソーの『エミール』もモンテーニュの〈自然〉賛美から多くの着想を得たという。 ディドロは『ブーガンヴィル航海記補遺』で罪のない平和な未開民族に比べて、争いに明け暮れる〈野蛮〉なヨーロッパを批判し、〈野蛮〉を未開人種の属性ではなく戦闘行為にも付与した。高貴な野蛮人は、平和と寛容の象徴とされた。
19世紀以降では、植民地の進展とインディアンの反抗がヨーロッパ白人の意識に達したのか、誇り高く自由な民としての「高貴な野蛮人」（高貴なる野蛮人、ノーブル・サベージ、高潔な野蛮人、高潔なる野蛮人）があらわれる。ジェイムズ・フェニモア・クーパーの小説『モヒカン族の最後』、アレクサンドル・ブロークの詩『スキタイ人』などでは、戦闘や復讐における残忍さも、自然力と無秩序のあらわれとして理解されている。ロシアでは「野蛮」というものを、伝統・規律からの自由という政治概念としてとらえていた。
クロード・レヴィ＝ストロースの「野生の思考」という概念により、サルトルの哲学を〈第一級の民族誌的資料〉として、〈閉じられた社会〉における未開人の関心のあり方と並べて見せたことは、ヨーロッパ人が自らをして野蛮を査定できるという優越感を無効にした。サルトルのレヴィ＝ストロースへの答えは、「腐敗した西欧社会」を叩きつぶすために「自由な精神」が「ヴェトナムの稲田、南アフリカの原野、アンデスの高地」から「暴力の血路」をきりひらいて押し寄せるであろう、というものだった。

## 関連事項
- オリエンタリズム
- 四夷（夷狄） - 中華思想における異民族観
- 中華思想
- ベルベル人（バルバロイが原語）
- 奴隷